# La troviamo a Beverly Hills
La troviamo a Beverly Hills (Calendar Girl) è un film statunitense del 1993 diretto da John Whitesell.